# ズマイ (水上機母艦)
| ズマイ                                             | ズマイ                                       | ズマイ                                       |
| -------------------------------------------------- | -------------------------------------------- | -------------------------------------------- |
|                                                    |                                              |                                              |
| 爆撃を受けるSchiff 50時代のズマイ（1944年9月22日） |                                              |                                              |
| 艦歴                                               |                                              |                                              |
| 起工                                               | 1928年                                       | 1928年                                       |
| 進水                                               | 1929年6月22日                                | 1929年6月22日                                |
| 竣工                                               | 1930年8月20日                                | 1930年8月20日                                |
| 就役                                               | 1931年                                       | 1931年                                       |
| 改装                                               | 1937年                                       | 1937年                                       |
| 接収                                               | 1941年4月17日                                | 1941年4月17日                                |
| 喪失                                               | 1944年9月29日                                | 1944年9月29日                                |
| その後                                             | 沈没地点で解体                               | 沈没地点で解体                               |
| 要目                                               |                                              |                                              |
| 艦種                                               | 水上機母艦、機雷敷設艦、航空機救難艦、輸送艦 | 水上機母艦、機雷敷設艦、航空機救難艦、輸送艦 |
| 排水量                                             | 基準排水量                                   | 1,870t                                       |
| 全長                                               | 83m                                          | 83m                                          |
| 全幅                                               | 12.7m                                        | 12.7m                                        |
| 吃水                                               | 3.5m                                         | 3.5m                                         |
| 機関                                               | MAN式4サイクル8気筒ディーゼル機関2基2軸推進  | 3,260hp                                      |
| 速力                                               | 15ノット                                     | 15ノット                                     |
| 航続距離                                           | 15ノット/4000海里                            | 15ノット/4000海里                            |
| 燃料                                               | 重油：140トン                                | 重油：140トン                                |
| 乗員                                               | 145名                                        | 145名                                        |
| 武装                                               | シュコダ 8.35cm（55口径）単装高角砲          | 2基2門                                       |
| 武装                                               | シュコダ 4cm（67口径）連装機関砲             | 2基4門                                       |
| 武装                                               | 改装後                                       |                                              |
| 武装                                               | 機雷                                         | 100個                                        |
| 搭載機                                             | デ・ハビランド DH.60 モス                    | 1機                                          |
| その他                                             | 水上機用クレーン1基                          | 水上機用クレーン1基                          |
| 言語                                               | 表記                                         | 表記                                         |
| 日本語                                             | ズマイ                                       | ズマイ                                       |
| セルビア語                                         | Zmaj                                         | Zmaj                                         |
| ドイツ語                                           | Drache                                       | Drache                                       |
| ドイツ語                                           | Schiff 50                                    |                                              |

ズマイ（Zmaj）は、ユーゴスラビア王国海軍の水上機母艦、後に改装されて機雷敷設艦。ドイツによる接収後は、ドラッヘ（Drache）、さらにSchiff 50と改名された。名称のズマイとドラッヘは、共に竜（ズメイも参照）に由来する。

## 建造

### 背景
ダルマチア沿岸一帯に複数の水上機基地を有していたユーゴスラビア王国海軍は、基地間の輸送及び第一次世界大戦で見られた作戦後に不時着した航空機の救難を目的とする艦船を必要としていた。最小の艦として、10機分のスペアパーツと補給品を輸送できる艦と決定された。

### 起工から就役まで
ズマイは、ハンブルクのドイツ造船（現在のホヴァルツヴェルケ＝ドイツ造船）で建造されたが、ヴェルサイユ条約の制限により、武装を持たない補助艦としての建造となった。進水後ユーゴスラビアへの回航中の1929年9月9日、オランダフリシンゲン沖でエンジンより出火、重大な損傷を受けたためハンブルクに帰港し修復にほぼ1年を費やした。結果、ユーゴスラビア海軍による受領は1930年8月20日となり、コトルにて艤装を施したズマイは、翌年就役した。

## 特徴
就役したズマイは、MAN製の8気筒4ストロークのディーゼルエンジン2基を搭載し、140tの燃料を積載可能であった。ファンネルを欠くズマイの排気は、ラティス状のメインマストの下部より排出された。
83.5mm砲は前後に装備され、仰角は85度、10kgの砲弾を毎分12発初速800m/sで発射可能であり、射程は11,300mであった。40mm連装砲は艦橋とメインマストの間の両舷に航空機揚収装置を挟んで配置され、0.95kgの砲弾を初速950m/sで発射可能であった。機雷敷設艦に改装後のズマイは、100個の機雷を搭載可能となった。
前方構造物とメインマストの間に、分解された状態でデ・ハビランド DH.60 モス1機が格納されていた。クレーンで後部甲板にパーツを移動し、組み立てる方式となっていた。機体は舷側から離水可能な海面に振り落とされることになっていた。

## 運用

### ユーゴスラビア王国海軍
水上機母艦としての記録は僅かである。1936年にコトル湾で上下逆さまとなったDo Jを救出した記録が、確認されている。水上機母艦としての活動が僅かであったため、機雷敷設艦に改装されたものと考えられている。改装後は、ピレウス、イスタンブールを駆逐艦ドゥブロヴニク及び潜水艦Hrabri、Smeliと共に訪問している。1939年及び1940年1月に新造駆逐艦リュブリャナがシベニク港で座礁・沈没した際には、旗艦を務めている。
ドイツのユーゴスラビア侵攻直前となる1941年4月6日、ダルマチア沿岸一帯及び主要港湾の沖に機雷を敷設したが、この機雷原はシベニク近郊のズラリン島（Zlarin）沖で自国の蒸気船2隻（Karadjordje及びPrestolonaslednik Petar）を失う原因となった。4月10日、イタリア軍第97飛行隊第239中隊のJu 87の攻撃で損傷した。その後の4月17日、スプリトでドイツに接収された。

### ドラッヘ
ドラッヘと改名後、当初は水上機の支援任務に用いられたが、1941年8月7日には航空機救難艦（ドイツ語：Flugzeugbergungsschiff）とされた。武装として20mm及び15mmの対空機関砲と12個の爆雷が増設された。12月27日にはエーゲ海に移動し、兵員輸送艦に変更された。
1942年4月から8月にかけて、トリエステで機雷敷設艦への改装が行われた。既存の武装は105mm砲2門、37mm砲5門、20mm対空機関砲6門に変更された。後部甲板に機雷投下軌条4基と機雷120基を搭載、さらに艦内に120個の機雷を搭載できた。水上機用クレーンはデリック2基に置き換えられ、ラティスマストは周囲を鋼板で覆うことでファンネルとしての機能を与えられた。また、20m×5mの飛行甲板がファンネル後方に主甲板より1段上に設けられた。1942年8月20日、改装を終えたドラッヘは再就役した。

### Schiff 50
1942年11月6日、Schiff 50と改名され、エーゲ海からギリシャ西海岸への機雷敷設作戦を指揮した。1943年9月のイタリア降伏後輸送任務に用いられ、10月2日から3日のコス島攻略作戦（コス島の戦い、Operation Eisbär）に投入された。 8日、イギリス潜水艦アンルーリーの攻撃を受けたが、損傷無く終わっている。なお、この時僚艦ブルガリアが、撃沈されている。 
最も成功した機雷敷設は、レロス島上陸作戦（レロス島の戦い）を支援するためにプセリモス島（Pserimos）及びカリムノス島東岸に行ったものである。レロス島のイギリス軍への補給物資・増援を輸送中のイギリス駆逐艦ハーワース及びギリシャ駆逐艦アドリアスが10月22日に機雷原に進入、最初に触雷したアドリアスは艦首を失い、救援に向かったハーワースも触雷し、こちらは沈没した。アドリアスは脱出に成功し、アレクサンドリアまで後退することになった。さらに2日後増援を乗せたイギリス駆逐艦エクリプスが同じ機雷原に進入し、触雷。こちらは2分で爆発を起こし、5分で沈没した。
増設された飛行甲板は、Fl 282の搭載試験に用いられ、V6とV10が1942年から1943年1月、2月と離着艦を繰り返した。これは、ヘリコプターによる対潜作戦及び掃海を想定してのものであったが、目視によるため晴天時の運用に限られることが明らかとなった。
1943年から1944年初頭にかけて航空機による数度の攻撃を受けたが、軽微な損害を2度被ったにとどまった。1944年には対空火器が増強され、20mm4連装対空機関砲が艦橋両サイドに追加され、トップヘビーを避けるため105mm砲は88mm砲に換装された。しかし、航空機に対する備えとしては十分と言えず、サモス島ヴァシーに停泊中の1944年9月29日午後、数機のブリストル ボーファイターによる攻撃を受けて火災が発生、2時間後に爆発・沈没した。死者は11人であった。残骸は引き上げられることなく放置され、戦後に解体された。

## 注・出典
1. 1 2 3 4  Freivogel, Dr. Zvonimir (2001), “The Royal Yugoslav Seaplane Tender & Minelayer Zmaj”, Warship International (Toledo, OH: International Naval Research Organization) XXXVIII (1):  46–55, ISSN 0043-0374 p54
2. 1 2 3  Freivogel, Dr. Zvonimir 前掲書 p48
3. ↑  Gander, Terry; Chamberlain, Peter (1979), Weapons of the Third Reich: An Encyclopedic Survey of All Small Arms, Artillery and Special Weapons of the German Land Forces 1939-1945, New York: Doubleday, p. 153, ISBN 0-385-15090-3
4. ↑  Greger, Rene (1987), “Yugoslav Naval Guns and the Birth of the Yugoslav Navy”, Warship International (Toledo, OH: International Naval Research Organization) XXIV (4):  342–349, ISSN 0043-0374
5. 1 2 3  Freivogel, Dr. Zvonimir 前掲書 p53
6. ↑  Freivogel, Dr. Zvonimir 前掲書 p48,53
7. ↑  ジョン・ウィール、「北アフリカと地中海戦線のJu87シュトゥーカ　部隊と戦歴」、手島尚 訳、大日本絵画、2003年、ISBN 4-499-22805-0、30ページ
8. ↑  Freivogel, Dr. Zvonimir 前掲書 p53-54
9. ↑  “Adrias L-67 (1942-1945)”.   Hellenic Navy (2008年). 2011年9月27日時点のオリジナルよりアーカイブ。2010年3月27日閲覧。
10. ↑  Mason, Lt Cdr Geoffrey B. (2009年8月23日). “HMS ECLIPSE (H 08) -  E-class Destroyer including Convoy Escort Movements”.   Naval-History.Net. 2010年3月27日閲覧。

## 参考図書
- 「Conway All The World's Fightingships 1922-1946」（Conway）